# Indonésie na Letních olympijských hrách 2016
Indonésie se účastnila Letní olympiády 2016.

## Medailisté
| Medaile | Jméno                            | Sport     | Soutěž          |
| ------- | -------------------------------- | --------- | --------------- |
| Zlato   | Tontowi Ahmad Liliyana Natsirová | Badminton | Smíšené dvojice |
| Stříbro | Sri Wahyuni Agustianiová         | Vzpírání  | Ženy 48 kg      |
| Stříbro | Eko Yuli Irawan                  | Vzpírání  | Muži 62 kg      |